# Louis Kimpe
Alfred Louis Joseph Kimpe (Tourcoing, Nord, 12 de maig de 1898 – Tourcoing, 31 d'agost de 1970) va ser un gimnasta artístic francès que va competir en els anys posteriors a la Primera Guerra Mundial.
El 1920 va prendre part en els Jocs Olímpics d'Anvers, on guanyà la medalla de bronze en el concurs complet per equips del programa de gimnàstica.